# Condado de Dillon (Carolina do Sul)
O Condado de Dillon é um dos 46 condados do Estado americano da Carolina do Sul. A sede do condado é Dillon, e sua maior cidade é Dillon. O condado possui uma área de 1 053 km² (dos quais 4 km² estão cobertos por água), uma população de 30 722 habitantes, e uma densidade populacional de 29 hab/km² (segundo o censo nacional de 2000). O condado foi fundado em 1910.